# Kanabō

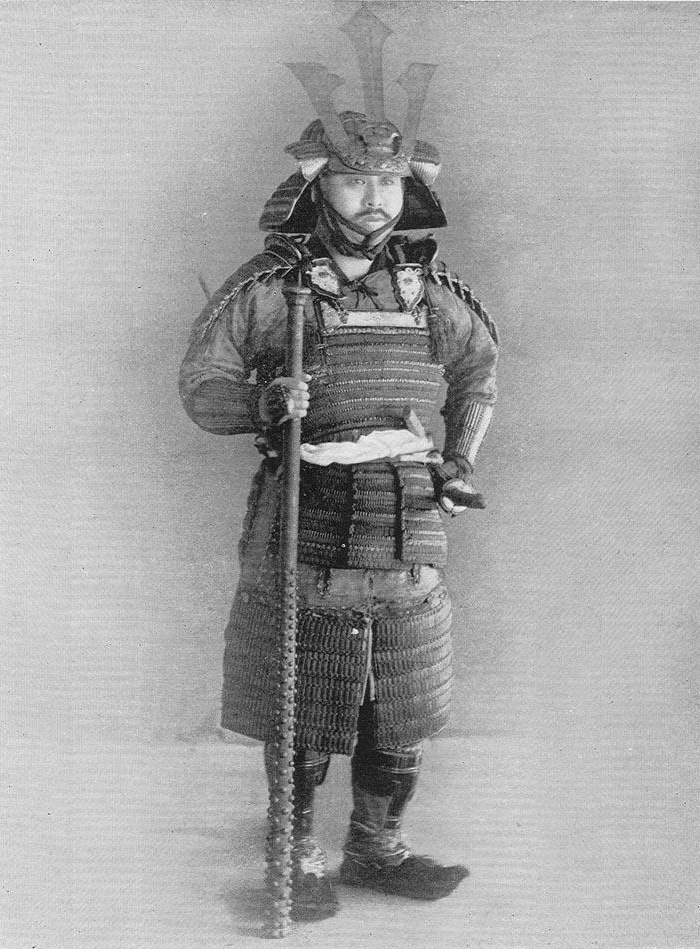
Samurai com um kanabō

Kanabō (em japonês:  金棒) é uma arma de origem japonesa. Trata-se de um bastão feito de metal ou madeira, cravejado de pontas metálicas. Suas versões mais longas podem assemelhar-se a um taco de beisebol.  
A expressão japonesa "Oni-ni-kanabō" (lit. Oni com a clava de ferro) transmite a ideia de algo naturalmente forte, ampliando sua força além do necessário.